# Kant-Gesellschaft
La Kant-Gesellschaft e. V. è una società accademica fondata da Hans Vaihinger a Halle nel 1904, in occasione del centesimo anniversario della morte di Immanuel Kant, con lo scopo di promuovere e diffondere lo studio della sua filosofia.
A tal fine, pubblica la rivista Kant-Studien, anch'essa fondata da Hans Vaihinger nel 1896, e i suoi numeri supplementari. 
Organizza inoltre un congresso ogni cinque anni e ospita un vasto programma di conferenze. La società ha sostenuto il neokantismo di Hermann Cohen, ad esempio, che simpatizzava anche con la socialdemocrazia. Il progetto iniziale di Kant di una Società delle Nazioni (Völkerbund) proposto nel suo trattato Per la pace perpetua (1795) lo rese oggetto di dibattito durante la Repubblica di Weimar, quando le posizioni universalistiche si opponevano al pensiero nazionalista. Il fichtiano Bruno Bauch lasciò quindi la rivista Kant-Studien.
Fino alla presa del potere nazista, la società si sviluppò come una delle più influenti società filosofiche del mondo, con il maggior numero di membri (circa 4.500 prima del 1933) e molti gruppi locali. A partire dal 1933, fu attaccata come "ebreo-liberale" e l'amministratore delegato dal 1910, Arthur Liebert, fu costretto a emigrare a Belgrado. Il nuovo presidente Martin Löpelmann entrò in conflitto con l'editore di Kant-Studien, Kurt Metzner. 
La società fu sciolta nel 1938 e, dopo un'interruzione nel 1938, i Kant-Studien furono pubblicati nuovamente dal 1942 al 1944 dalla Pan-Verlag di Kurt Metzner.
Gottfried Martin riprese a pubblicare i Kant-Studien nel 1953 e nel 1969 rifondò la Kant-Gesellschaft a Bonn. Secondo i suoi statuti, essa "continua il lavoro della vecchia Kant-Gesellschaft e. V. Halle, che non esiste più...".
La Kant-Gesellschaft non va confusa con la Gesellschaft der Freunde Kants (Società degli Amici di Kant) fondata nel 1805 a Königsberg e con la Freunde Kants und Königsbergs e. V. - Kant und Königsberg in Kaliningrad (Società degli Amici di Kant e Königsberg e. V. - Kant e Königsberg di Kaliningrad), che ne segue la tradizione dal 2011.

## Presidenti
Si riporta di seguito l'elenco dei presidenti:
- Gottfried Martin (1969–1973)
- Gerhard Funke (1973–1993)
- Rudolf Malter (1991–1994)
- Thomas M. Seebohm (1994–1999)
- Manfred Baum, Wuppertal (1999–2004)
- Bernd Dörflinger (Università di Trier), Responsabile del Centro di ricerca su Kant presso il Dipartimento di Filosofia dell'Università di Trier (dal 2004 al 2019)
- Dietmar Heidemann (Università del Lussemburgo), dal 2019.